# Bruixa sense taques
La bruixa sense taques o gall (Lepidorhombus whiffiagonis) és un peix teleosti de la família dels escoftàlmids i de l'ordre dels pleuronectiformes.
Pot arribar als 60 cm de llargària total.
Es troba a les costes de l'Atlàntic nord-oriental (des d'Islàndia fins al Cap Bojador -Sàhara Occidental-) i del Mediterrani occidental.